# Drissa Diakité (Historiker)
Drissa Diakité (gest. 1. Juli 2022) war ein malischer Historiker.

## Leben
Drissa Diakité erwarb einen Abschluss in Geschichte, bevor er 1980 einen DEA und anschließend einen Doktortitel an der Sorbonne (Universität von Paris) erlangte. Außerdem erwarb er ein Zertifikat in Mandingo-Sprachen und -Zivilisationen am Institut national des langues et civilisations orientales (Nationales Institut für Orientalische Sprachen und Zivilisationen, INALCO). Von 1982 bis 1996 war er Professor an der École normale supérieure de Bamako. Anschließend wurde er Professor an der Université de Bamako in Bamako.
Als ehemaliger Dekan der Fakultät für Literatur, Sprachen, Künste und Humanwissenschaften an der Universität von Mali hat er zahlreiche Werke zur Geschichte afrikanischer Gesellschaften veröffentlicht.
Er ist Autor des Buches Kuyatè la force du serment, aux origines du griot mandingue („Kuyatè, die Stärke des Eides, am Ursprung des Mandingo-Griot“), welches die Entstehung des Malireiches im 13. Jahrhundert anhand der Heldenfiguren Soumaworo Kanté, Soundiata Keïta, Tiramagan Traoré und anderer nachzeichnet. Dieses Buch wurde beim Rentrée littéraire du Mali 2010 mit dem Massa-Makan-Diabaté-Preis ausgezeichnet.
Zusammen mit Adama Ba Konaré war er an der Veröffentlichung des Buches Petit précis de remise à niveau sur l’histoire africaine à l’usage du président Sarkozy („Eine kurze Auffrischung der afrikanischen Geschichte für Präsident Sarkozy“) beteiligt.
Er gab auch das Werk Mali-France, regards sur une histoire partagée („Mali-Frankreich, ein Blick auf eine gemeinsame Geschichte“) zusammen mit Catherine Choquet heraus.
2022 gewann Diakité für sein Buch Le Mansaya et la société mandingue („Der Mansaya und die Mandingo-Gesellschaft“. Editions La Sahélienne, 2021) den prix Moussa Sow für die malische Literatursaison.
Im Jahr 2009 wurde er zum Ritter des Nationalordens von Mali ernannt.
Er starb am 1. Juli 2022.
Im Oktober 2022 erschien posthum das Buch „Repères pour le Mali: Aspects d'histoire et de Culture“ (dt.: „Wahrzeichen Malis: Aspekte der Geschichte und Kultur“). Das von Drissa Diakité verfasste Werk untersucht verschiedene Aspekte der malischen Geschichte und Kultur. Die Veröffentlichung nach dem Tod des Autors unterstreicht sein anhaltendes Engagement für die Bewahrung und Förderung des malischen Kulturerbes.

## Auszeichnungen
Diakité war ein renommierter Wissenschaftler und Träger mehrerer Auszeichnungen. Er war unter anderem Ritter (Chevalier) des Ordre National des Palmes Académiques de France, des Ordre International des Palmes Académiques du CAMES und Ritter des Ordens von Mali.
Drissa Diakité erhielt außerdem den Prix Massa Makan Diabaté (Massa Makan Diabaté-Preis) beim Rentrée littéraire 2010 sowie den Prix Moussa Sow beim Rentrée littéraire 2022.